# Axinella polypoides
Espèce
Axinella polypoides (Axinelle commune, éponge corne de cerf) est une espèce animale de l'embranchement des éponges ou spongiaires (Porifera).
C'est une éponge de grande taille, mesurant jusqu'à plus de 1m. Elle est dotée de la capacité à régénérer un individu complet à partir de cellules dissociées.

## Juridiction
Cette espèce est inscrite à l'annexe II de la convention de Barcelone comme espèce en danger ou menacées, ainsi qu'aux annexes I et II de la convention de Berne. Elle jouit en France d'un statut de protection au même titres que d'autres espèces, par le décret du 7 juillet 1999

## Distribution géographique
Les stations connues se situent majoritairement au nord de la méditerranée. Sa distribution connue va cependant du levant à l'est, à la mer du nord au nord-ouest et aux îles Canaries au sud-ouest. Elle peut également être observée proche des côtes Nord-Africaines.